# Riforme nell'Impero russo

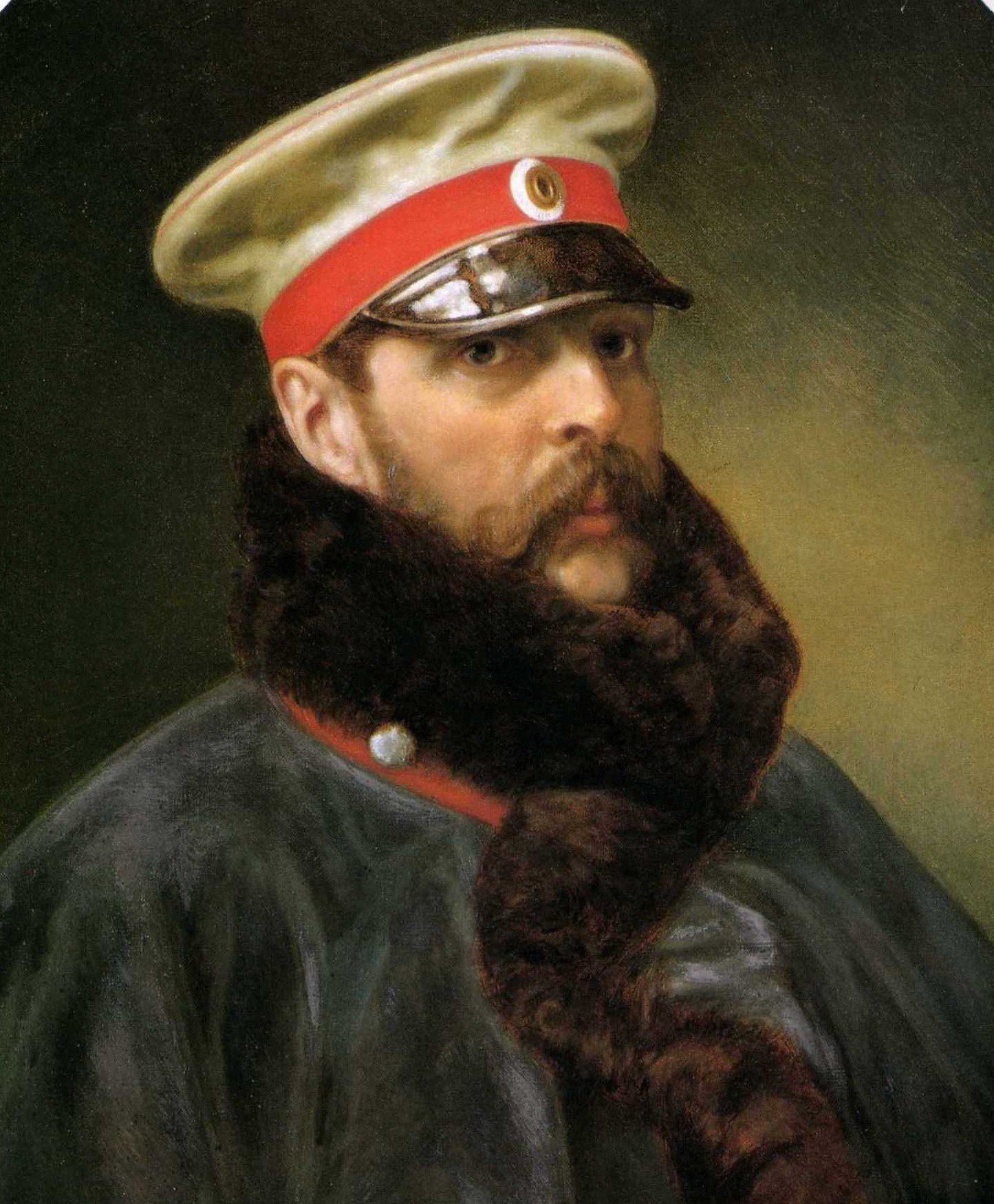
Alessandro II Romanov

Gli anni che vanno dal 1855 fino al 1892 coprono il periodo storico che seguì direttamente il regno di Nicola I, che era stato caratterizzato da un indirizzo prettamente reazionario. In questi anni la Russia attraversò un periodo caratterizzato da riforme. Lo zar Alessandro II, che succedette a Nicola I fu inizialmente moderato conservatore consapevole di non avere alternative ad accettare alcuni cambiamenti. Durante il suo regno tutti gli aspetti della vita russa furono sottoposti a riforme. Dopo il 1866 a seguito di vari fatti interni alla Russia e di politica estera ebbe inizio una fase di restringimento delle precedenti aperture.

## L'abolizione della servitù della gleba
Nel 1861 lo zar abolì la servitù della gleba emancipando circa 40 milioni di contadini. Le commissioni locali preposte all'emancipazione, dominate dei signori terrieri, effettuarono l'emancipazione quasi sempre a loro vantaggio limitando la libertà concessa agli ex-servi. Coloro che erano stati servi, di norma, rimanevano nei villaggio di origine ma veniva richiesto loro di pagare indennità per ottenere in usufrutto le terre, pagamenti che erano previsti per periodi anche di cinquant'anni. I proprietari terrieri che avevano emancipato servi vennero indennizzati attraverso obbligazioni di stato.
Il governo russo prevedeva che i 50.000 proprietari terrieri che possedevano tenute con estensione maggiore di 1,1 chilometri quadri avrebbero continuato a gestire le loro tenute anche senza i servi ed avrebbero continuato anche a fornire il personale politico ed amministrativo necessario per la gestione della Russia. Il governo era anche convinto che i contadini avrebbero prodotto raccolti sufficienti sia per il loro consumo che per l'esportazione e che quindi avrebbero contribuito a ridurre il notevole debito estero della Russia. Queste aspettative avrebbero potuto essere realistiche se l'operazione fosse stata condotta in modo corretto ed efficiente ma le lentezze dell'apparato burocratico, comunque in mano alla nobiltà, ed i troppi interessi da parte dei proprietari terrieri generarono una situazione per cui sia i servi emancipati che i loro vecchi proprietari furono insoddisfatti.
I contadini rimasero in arretrato con i pagamenti al governo in quanto le terre che avevano ricevuto erano le più povere e meno produttive ed in generale perché le tecniche agricole erano ancora primitive e non erano stati previsti finanziamenti per l'acquisizione di macchinari. Molti proprietari preferirono mettere in vendita le loro terre in modo da ricavarne un utile immediato in quanto non erano in grado, non avendo alcuna nozione di come gestire un'azienda agricola, di farle rendere senza i loro servi. Per di più il valore delle obbligazioni emesse dallo stato precipitò essendo legato ai pagamenti dei contadini emancipati.

## Le riforme nell'amministrazione
La riforma dei governi locali seguì da vicino l'emancipazione. Nel 1864 la maggior parte della amministrazione della parte europea della Russia fu strutturata in province e distretti governati dagli Zemstva dove erano, teoricamente, rappresentate tutte le classi e che erano responsabili delle scuole locali, della salute pubblica, delle strade, delle prigioni, degli approvvigionamenti e di simili faccende. Nel 1870 furono introdotti i consigli cittadini elettivi o dumy. Dominati dai proprietari e controllati dai governatori provinciali e dalla polizia gli zemstva e le dume imposero tasse e pretesero manodopera gratuita in supporto alle loro attività.
Nel 1864 venne messa in atto anche la riforma giudiziaria. Nelle principali città vennero istituite corti di giustizia con giurie di stile occidentale. In generale il sistema giudiziario funzionò abbastanza bene ma il governo fece mancare sia i finanziamenti che  una certa  pressione culturale necessari per estendere il sistema ai villaggi, dove le forme tradizionali di giustizia continuarono ad operare con una minima interferenza del nuovo potere provinciale.
In aggiunta a ciò il governo istruì i giudici a valutare ciascun caso in modo indipendente senza tenere conto di decisioni precedenti, cosa questa che avrebbe permesso ai giudici di costituire un corpo di leggi indipendente dall'autorità statale, secondo il modello anglosassone.

## La scuola  e la cultura
Altre riforme di notevole importanza riguardarono il sistema educativo e l'ambito culturale. L'adesione dello Zar   alle idee di rinnovamento sociale comportò la possibilità di  una maggior libertà di stampa con l'alleggerimento di alcuni tipi di censura. Quando nel 1866 ebbe luogo un fallito attentato alla  sua vita  il governo reintrodusse la censura sulla stampa ma con minore severità che negli anni precedenti al 1855. Anche le università, che nel 1861 avevano ottenuto una certa autonomia, nel 1866 subirono restrizioni a questa. Nei confronti della scuola di base il governo russo cercò di forzare una impostazione conservatrice facendo approvare dagli zemstvo norme che imponevano l'uso della divisa anche per le scuole elementari. La mancanza di fondi però impedì la piena attuazione di tale progetto. Sui risultati in campo educativo influì anche l'opposizione, all'impostazione ufficiale, di parte degli insegnanti e dei dirigenti scolastici in quanto molti di questi  avevano una formazione di tipo progressista.

## Riforme in campo economico
Nella sfera della finanza la Russia fondò nel 1860 la Banca statale dell'Impero Russo, con l'obiettivo di dare maggiore stabilità alle emissioni di denaro. Il Ministero delle Finanze appoggiò lo sviluppo delle ferrovie, anche per facilitare le esportazioni, ma usò molta cautela nel permettere al capitale straniero di operare in Russia. Nel 1882 il ministero fondò anche l'Istituto di credito agrario contadino, che aveva lo scopo di aiutare i contadini ad acquistare nuove terre. Nel 1885 il Ministero degli Affari Interni fondò, in contrapposizione con l'iniziativa del ministero delle finanze, l'Istituto di credito agrario dei nobili per prevenire preclusioni nel diritto di manomorta (ossia preclusioni al diritto dei nobili di riscattare ipoteche sulle loro terre senza vincoli di tempo).

## Le riforme nell'esercito
Anche in campo militare il governo di Alessandro II cercò di operare quelle riforme che riteneva necessarie. Una delle ragioni principali che avevano portato all'emancipazione dei servi era quello di facilitare la transizione da un esercito di professione, e quindi permanente, che aveva alti costi di mantenimento, ad un esercito di leva, composto di riservisti e strutturato su base territoriale, mobilitato in caso di necessità. Per ottenere  ciò  era  necessario disporre di una grande base di popolazione che avesse ricevuto i rudimenti dell'istruzione militare mentre prima dell'emancipazione i servi non ricevevano alcuna istruzione di questo tipo. L'inerzia dell'apparato burocratico rallentò la riforma dell'esercito almeno fino a quando la Guerra Franco-Prussiana del 1870 – 1871 non dimostrò l'importanza di un esercito basato su concetti moderni.
Il sistema della leva obbligatoria, introdotto nel 1874, ebbe anche l'effetto di permettere a parte dei contadini di imparare a  leggere e scrivere e di fornire alle donne che svolgevano il compito di infermiere, alcune nozioni base di educazione sanitaria. Malgrado questi timidi tentativi di ammodernamento l'esercito russo rimase arretrato sotto molti aspetti. Molti ufficiali, tutti provenienti dalle file della nobiltà, preferivano l'uso della baionetta alle pallottole, ritenendo che ricorrere ad un'arma a distanza fosse sintomo di codardia. Malgrado qualche risultato positivo, l'industria russa non fu in grado di tenere il passo con l'occidente riguardo alla produzione di fucili, cannoni e navi da guerra. Anche il progetto di modernizzazione della marina fallì nel suo obiettivo di sviluppare l'industria navale dopo il 1860.

## La Russia dopo il 1881
Nel 1881 Alessandro II morì nell'attentato organizzato da Narodnaja Volja. Suo figlio Alessandro III diede inizio ad una politica reazionaria continuando il movimento di controriforma che, in parte, aveva già avuto inizio nel 1866. Il nuovo zar rafforzò l'apparato poliziesco dando vita all'Ochrana, la famigerata polizia politica, dotata  di poteri straordinari e posta direttamente sotto il controllo del Ministero degli Affari Interni. Il potere degli zemstva venne notevolmente ridotto dall'introduzione di sovrintendenti nominati direttamente dal ministro degli Affari Interni e provenienti tutti  dalla classe dei nobili. Alessandro III nominò il reazionario Konstantin Petrovič Pobedonoscev, che era stato suo tutore, alla carica di procuratore presso il Santo Sinodo della Chiesa ortodossa e Ivan Davidovič Deljanov ministro dell'istruzione.
Nel loro tentativo di salvare la Russia dal "modernismo" questi istituirono nuovamente la censura religiosa, perseguirono i non ortodossi e le popolazioni non russe fomentando l'antisemitismo e sopprimendo del tutto l'autonomia delle università. I loro attacchi ai progressisti ed a tutti coloro che non erano russi alienarono al regime gran parte della popolazione. I nazionalisti non russi ed in particolare Polacchi, Finlandesi, Lettoni, Lituani e Ucraini risposero ai tentativi di russificazione portati avanti dal regime intensificando il loro nazionalismo. Molti ebrei emigrarono o si unirono a movimenti rivoluzionari. Organizzazioni segrete e movimenti politici continuarono a sviluppare la loro opera malgrado le repressioni del regime.